# Luke Lea (senator)

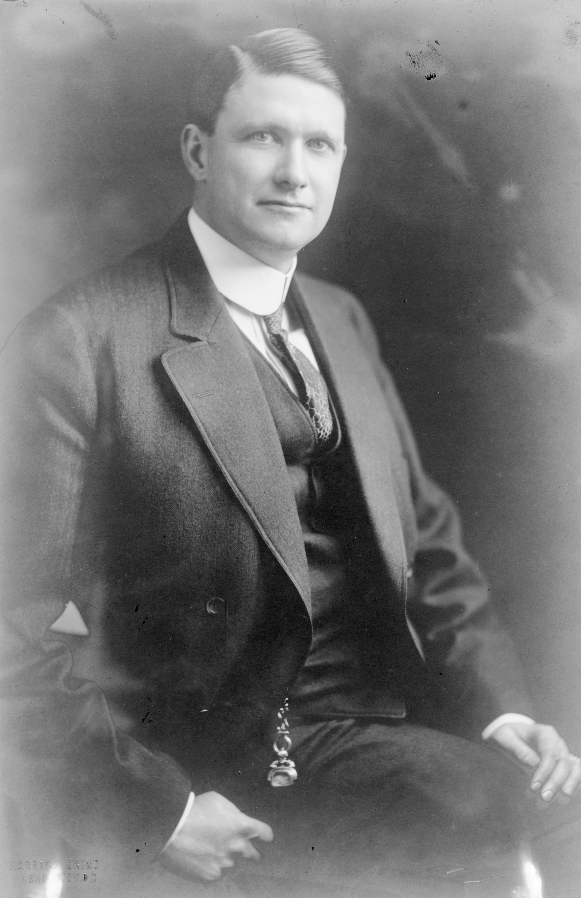
Luke Lea

Luke Lea, född 12 april 1879 i Nashville, Tennessee, död 18 november 1945 i Nashville, Tennessee, var en amerikansk demokratisk politiker, affärsman och publicist. Han representerade delstaten Tennessee i USA:s senat 1911–1917.
Lea avlade 1899 grundexamen vid The University of the South i Sewanee. Han avlade 1903 juristexamen vid Columbia University. Han gifte sig 1 november 1906 med Mary Louise Warner. År 1907 grundade han tidningen Nashville Tennessean.
I senaten var Lea en anhängare av Woodrow Wilsons progressiva politik. Han kandiderade 1916 till omval men demokraterna nominerade Kenneth McKellar i stället. Lea deltog i första världskriget och befordrades till överste. Han deltog 1919 med andra officerare i ett misslyckat försök att gripa Vilhelm II av Tyskland som hade flytt till Nederländerna.
Senator Lawrence Tyson avled 1929 och guvernör Henry Hollis Horton ville utnämna Lea till senaten. Lea ville inte återvända till senaten och Horton utnämnde William Emerson Brock i stället.
Lea var verksam inom bankbranschen under mellankrigstiden. Under den stora depressionen gick många amerikanska banker i konkurs. En bank som gick under var Central Bank and Trust Company i Asheville. Lea och hans son fälldes för bedrägeri i samband med härvan som uppstod ur konkursen. Lea hade investerat mycket pengar i investmentbanken Caldwell & Company i Nashville som i sin tur hade starka kopplingar till banken i Asheville. Lea försökte överklaga sitt fängelsestraff men var tvungen att avtjäna två år av sitt straff i ett fängelse i Raleigh. Han frigavs 1936 villkorligt och benådades året därpå helt. Lea var av den åsikten att rättegången mot honom var politisk och hade initierats av hans republikanska motståndare.
Luke Leas grav finns på Mount Olivet Cemetery i Nashville. Lea Heights i Nashvilles Percy Warner Park har fått sitt namn efter Luke Lea.